# Jacob van Lenneplaan 34 (Baarn)
Het landhuis aan de Jacob van Lenneplaan 34 is een gemeentelijk monument in Baarn in de provincie Utrecht. Het huis staat in het Wilhelminapark dat onderdeel is van rijksbeschermd dorpsgezicht Prins Hendrikpark e.o..

## Oorsprong
De woning is in 1950 gebouwd naar een ontwerp van de Larense architect C. de Graaff. De opdrachtgever was J.G. Bicker Caarten. De woning is gebouwd in de Delftse Schoolstijl. Het pand is architectonisch van waarde onder meer omdat het is gebouwd in de naoorlogse Delftse-schoolstijl.

## Bewoning
De woning werd bewoond door J.G. Bicker Caarten en is thans nog particulier bewoond.